# قاموس ابن سينا الطبي
قاموس ابن سينا الطِبِّي (بالإنجليزية: Ibn Sina's Medical Dictionary)‏ هو مُعجمٌ طبيٌ كتبه الطبيب أيمن الحسيني، ويُعد واحدًا من المعاجم الطبية باللغة العربية. صدرت الطبعة الأولى منه عام 1996 والثانية عام 2004 والثالثة عام 2006، وكانت قد صدرت جميعها عن مكتبة ابن سينا للنشر والتوزيع والتصدير في مصر الجديدة بالقاهرة. راجع الكتاب وقدّم لهُ الدكتور عزالدين محمد نجيب.